# Dunganes
Os dunganes (também conhecidos com tunganes ou huimins ) são um povo chinês muçulmano que vive como minoria em vários países da Ásia Central; em 2009, a maior população, cerca de 60 mil, viviam no Quirguistão. São provenientes das províncias Kansu e Shensi do noroeste da China, donde sairam em finais do século XIX, quando foram derrotados na Revolta dos Dunganes. 
Falam mandarim, com influências árabe, persa e turca, e usam o alfabeto cirílico. A maioria fala também a língua quirguiz e os jovens normalmente falam também a língua russa. Apesar de terem cortado todos os laços com a China, eles referem-se a si próprios como Hui-Zu, que significa “chineses muçulmanos”, praticando o hanafismo (uma escola de direitos do sunismo. A sua culinária é bastante variada e muitos continuam a servir-se de pauzinhos para cozinhar e comer.
São principalmente agricultores, cultivando arroz, vegetais e, por vezes, ópio; muitos criam gado leiteiro. Na era soviética, eles integraram-se ou constituiram-se em kolkozes e aparentemente continuam a viver da mesma forma, com dirigentes, médicos e professores dunganes, que ensinam em russo, embora haja, em alguns casos, classes de língua dungane. Muito poucos vivem nas cidades.